# Displasia epifisaria hemimélica
La enfermedad de Trevor, también conocida como displasia epifisaria hemimélica (DEH), es un desorden congénito óseo del desarrollo. Se trata de una enfermedad rara que ocurre en una persona por millón. Es tres veces más frecuente en hombres que en mujeres.
Este desorden está caracterizado por una deformidad asimétrica de las extremidades debido a un sobrecrecimiento localizado del cartílago, con un parecido histológico a un osteocondroma. Se cree que afecta a la extremidad durante el desarrollo fetal temprano. La deformidad ocurre mayoritariamente en el tobillo o en la región de la rodilla y siempre limitado a un solo miembro, normalmente en las piernas. Se le conoce como enfermedad de Trevor en honor del investigador David Trevor.

## Diagnóstico

### Diagnóstico diferencial

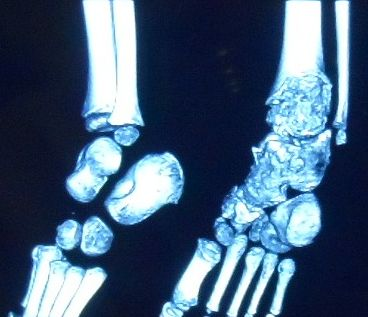
3D CT imagen de la enfermedad de Trevor del tobillo y talus.

Los hallazgos de la enfermedad de Trevor pueden confundirse a menudo con fragmentación ósea postraumática, condromatosis sinovial, ostecondroma o a crecimiento de un espolón anterior de tobillo. No es posible distinguir DEH de un osteocondroma usando únicamente un examen histopatológico. Pruebas moleculares especiales de los genes EXT1, EXT2 se están utilizando para el análisis de las expresiones genéticas de este desorden: en el DEH los niveles son normales, mientras son más bajos en el ostecondroma (a causa de una mutación). Estas pruebas son caras y el diagnóstico es a menudo hecho únicamente por los hallazgos clínicos y radiológicos. Por otra parte, la condromatosis sinovial ocurre en una edad más avanzada que la enfermedad de Trevor.

## Tratamiento
La mayoría de los casos reportados de DEH han sido tratados quirúrgicamente, normalmente con la escisión de la masa y la corrección de la deformidad, tratando de preservar la integridad de la epífisis afectada tanto como sea posible.